# Djemal Paixà

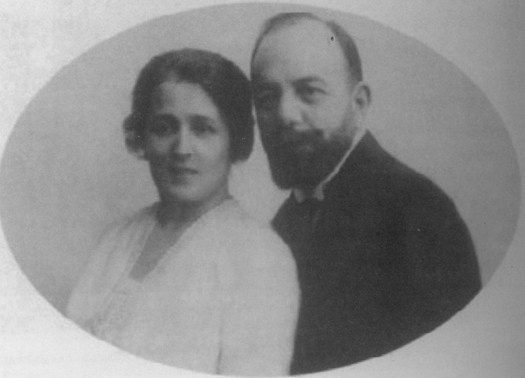
Ahmed Djemal Paixà amb la seva dona Seniha Hanım

Djemal Paixà (1872-1922) fou un militar i polític turc, un dels caps dels Joves Turcs en temps otomans.
Es va afiliar als Joves Turcs (Comitè Unió i Progrés) quan era a Macedònia amb grau de capità després del 1885. Després de la revolució del 1908 va formar part del Comitè Executiu i va participar en la repressió de la contrarevolució de 1909. Fou governador militar d'Uskudar (part asiàtica d'Istanbul) i després governador (wali) d'Adana (1910) i de Bagdad (1912). El 1912 va lluitar a la guerra dels Balcans i fou derrotat a Pinar Hisar.
Després del cop d'estat del 13 de gener de 1913 o Incident de la Sublim Porta va esdevenir governador militar d'Istanbul; va participar en les operacions contra Edirne durant la segona guerra dels Balcans. El juny de 1913 fou assassinat el sadr azam Mahmud Şevket Paşa, però en general va contribuir a consolidar el nou règim i junt amb Enver Pasha i Talat Pasha fou considerat un dels tres dictadors militars que oficiosament governaven el país.
Promogut a general de divisió, fou ministre d'obres públiques el desembre de 1913 i ministre de marina (1914); a l'agost del 1914 va rebre el comandament del II exèrcit de la costa de la mar Egea i després, el novembre, el IV exèrcit amb seu a Damasc (que va dirigir fins al desembre de 1917) amb autoritat a Palestina i Hedjaz, sense deixar mai el ministeri de Marina. Les defeccions dels àrabs sirians i libanesos foren castigades durament i 11 caps foren penjats el 1915 i 21 més el 6 de maig de 1916, i els àrabs el van anomenar al-saffah, o «el botxí»; la revolta àrab al Hedjaz dirigida pel xerif Husayn (juny de 1916), va debilitar la seva posició i el 1917 els britànics van atacar Palestina i a final d'any estava en retirada quan fou cridat a Istanbul.
Va conservar el càrrec de ministre de Marina fins a octubre de 1918 quan va dimitir junt amb la resta del gabinet de Talat Pasha (2 de novembre de 1918) i va fugir a Berlín amb Enver Paşa i Mehmet Talat Paşa i després a Suïssa. Una cort marcial a Istanbul el va condemnar a mort en rebel·lia.
Després es va posar al servei de l'emir Amanullah de l'Afganistan per modernitzar el seu exèrcit. Va anar a Moscou des d'on va donar suport a Ataturk i va facilitar els contactes entre kemalistes i soviètics i després va anar a l'Afganistan (1920-1921) retornant a Moscou el setembre de 1921. Els seus contactes van facilitar el tractat de Moscou entre Rússia i Turquia del 1921. Va retornar a l'Afganistan i va morir pel camí assassinat a Tbilisi el 21 de juliol de 1922 pels armenis Kerekin Lalayan i Sergo Vartayan en revenja pel genocidi armeni en l'Operació Nèmesi. El seu cos, inicialment a Tbilisi fou portat després a Erzurum.
Djemal Paixà va estar casat amb Seniha Hanım, durant 22 anys, fins a la seva mort per assassinat.